# Bob Burnquist

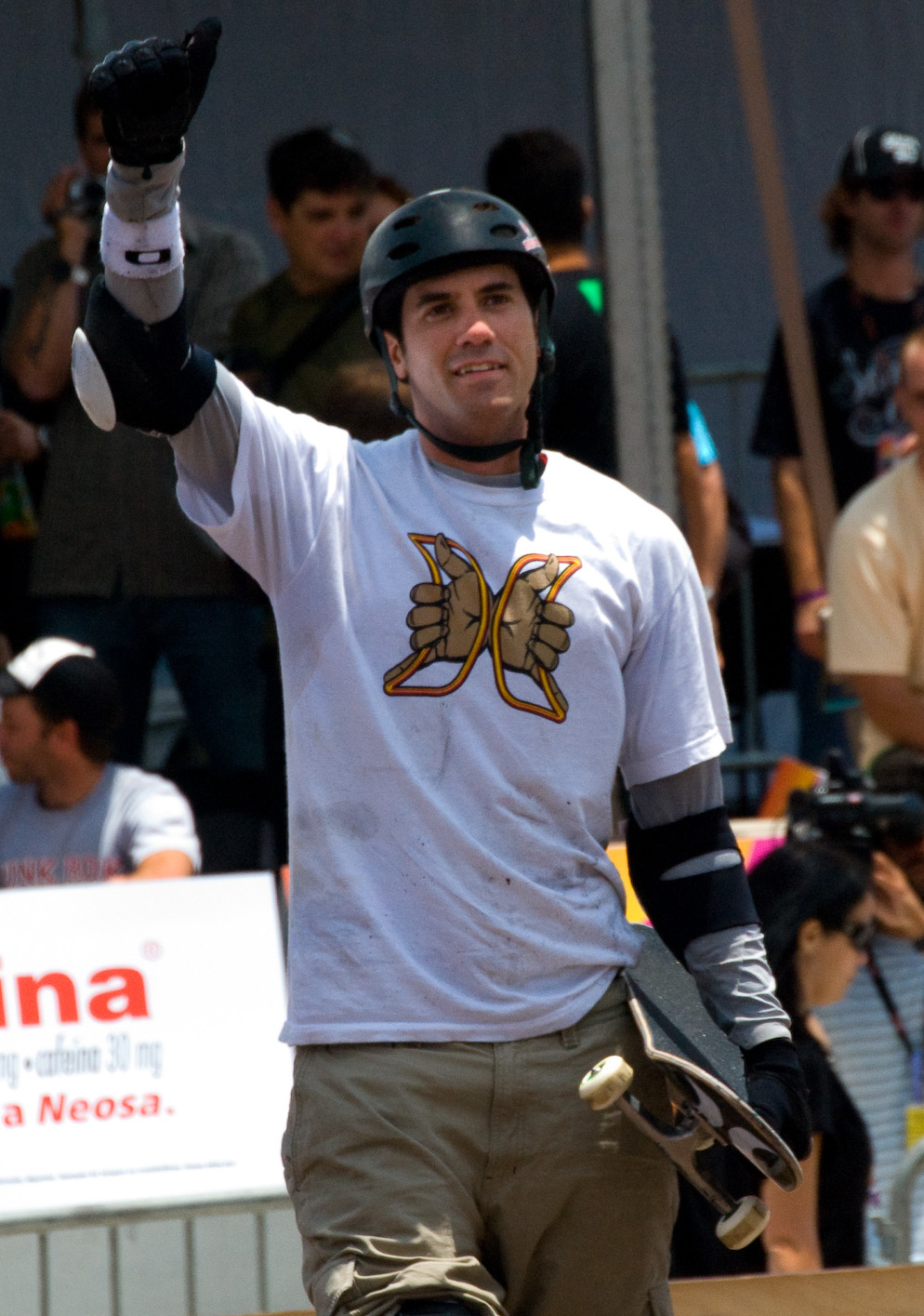
Bob Burnquist (2008)

Robert Dean Silva „Bob“ Burnquist (* 10. Oktober 1976 in Rio de Janeiro, Brasilien) ist ein professioneller Skateboarder. Er gewann 30-mal bei den X-Games eine Medaille und ist damit der erfolgreichste Sportler der X-Games.

## Werdegang
Burnquist wurde als Sohn eines schwedisch-amerikanischen Vaters und einer brasilianischen Mutter geboren. Mit 11 Jahren begann er mit dem Skaten und gewann 1995 den ersten Pro-Wettbewerb an dem er teilnahm, den Slam City Jam. Burnquist hat einen Stil, der sich dadurch auszeichnet, dass er oft dazu neigt, die Fußstellung auf dem Board zu wechseln (Switch). Burnquist ist der einzige Athlet, der an allen 26 X-Games-Sommerveranstaltungen teilgenommen hat, und er hat die meisten Medaillen in der Geschichte der X-Games gewonnen – 14 Gold-, 8 Silber- und 8 Bronzemedaillen. Zu seinen weiteren Karrierehöhepunkten gehören: der erste Skateboarder, der einen „Fakie 900“ (eine 900-Grad-Rückwärtsdrehung) landete; der erste Skateboarder, der eine „Full Pipe“ komplett umrundete; der Erfinder des „Burntwist“ und des „Bob Flip Christ Air“; und der Gewinn der Laureus World of Sports-Auszeichnung „Alternativer Sportler des Jahres“ (2002). Des Weiteren wurde er von 1997 von Thrasher zum „Skater of the Year“ ernannt.
Im Juli 2011 gewann er bei den X-Games in Los Angeles und am 30. Juni 2013 bei den X-Games in München beim Big Air Contest die Goldmedaille.

## Wettbewerbe und Ehrungen
- 2002 Laureus World Sports Award „Bester Alternativ-Sportler“
- Siege bei den X Games, Gravity Games, OP King of Skate, Vans Triple Crown, Slam City Jam
- 1997 Thrasher „Skater of the Year“
- Mehrmals TransWorld Skateboarding „Best Vert Skateboarder“ und „Best Overall Skateboarder“